# Karl Buhl (Skilangläufer)
Karl Buhl (* 21. Januar 1940 in Sonthofen) ist ein ehemaliger deutscher Skilangläufer.

## Werdegang
Buhl, der für den SC Sonthofen startete und als Landwirt tätig war, wurde in den Jahren 1962 mit der bayrischen Staffel sowie 1963 über 15 km jeweils Dritter bei den deutschen Meisterschaften. In der Saison 1963/64 siegte er bei den deutschen Meisterschaften 1964 mit der bayrischen Staffel und lief im 15-km-Lauf auf den zweiten Platz. Beim Saisonhöhepunkt, den Olympischen Winterspielen 1964 in Innsbruck, errang er den 44. Platz über 15 km. Auch im Jahr 1965 wurde er deutscher Meister mit der bayrischen Staffel und belegte bei allen drei Einzelrennen den zweiten Platz. In der Saison 1965/66 gewann er nach Platz drei im 30-km-Lauf die deutschen Meistertitel über 15 km sowie mit der bayrischen Staffel und belegte bei den Nordischen Skiweltmeisterschaften 1966 in Oslo den 19. Platz über 15 km sowie den zehnten Rang mit der Staffel. Im folgenden Jahr siegte er bei den deutschen Meisterschaften erneut mit der bayrischen Staffel und holte über 50 km seinen zweiten und damit letzten Einzeltitel. Zudem kam er über 15 km und 30 km jeweils auf den zweiten Platz. In der Saison 1967/68 triumphierte er bei den deutschen Meisterschaften 1968 nochmals mit der Verbandsstaffel und lief über 30 km auf den dritten sowie über 15 km auf den zweiten Platz. Letztmals international startete er bei den Olympischen Winterspielen 1968 in Grenoble. Dort belegte er den 31. Platz über 30 km, den 20. Rang über 15 km und zusammen mit Helmut Gerlach, Walter Demel und Herbert Steinbeißer den achten Platz in der Staffel.